# Akademicki Paszport Pielgrzyma
Akademicki Paszport Pielgrzyma lub Akademicka Akredytacja Jakubowa, tzw. credencial studencki - inicjatywa Stowarzyszenia Absolwentów Uniwersytetu Nawarry, w porozumieniu z innymi uniwersytetami położonymi na szlakach św. Jakuba w celu propagowania idei pielgrzymowania wśród społeczności akademickiej. Realizując wybraną przez siebie trasę Szlaku, pielgrzym może przedstawić Paszport w każdym z uniwersytetów na wybranym szlaku, który zaświadczy o pobycie pielgrzyma odpowiednią pieczątką uniwersytecką. 